# Tanja Jeschke
Tanja Jeschke (* 22. September 1964 in Pretoria) ist eine deutsche Schriftstellerin und Literaturkritikerin.

## Leben und Werk
Tanja Jeschke verbrachte ihre ersten fünf Lebensjahre in Südafrika, bis die Familie nach Deutschland in die Lüneburger Heide zog. Nach dem Abitur studierte sie Germanistik und Evangelische Theologie an der Georg-August-Universität Göttingen und der Ruprecht-Karls-Universität Heidelberg, wo sie mit einer Magisterarbeit über Jurek Beckers Roman Jakob der Lügner abschloss.
Nach Reisen durch Südafrika und Namibia schrieb Tanja Jeschke Essays und Literaturkritiken für verschiedene Zeitschriften (u. a. literaturblatt, neue deutsche literatur, Zeitzeichen) und Zeitungen (u. a. Nürnberger Nachrichten, Passauer Neue Presse, Stuttgarter Zeitung und Süddeutsche Zeitung). Von 1988 bis 1991 war sie Mitglied im Redaktionsbeirat der Lutherischen Monatshefte, einem der Vorgängertitel der Zeitzeichen. Im Jahr 1991 gehörte sie zum Gründungsteam der Zeitschrift Metamorphosen am Germanistischen Seminar der Universität Heidelberg.
Nachdem Tanja Jeschke bereits im Jahr 1976 das Hörspiel Wie der Löwe Grim nach Afrika kam im damaligen Süddeutschen Rundfunk veröffentlicht hatte, erschien 2001 ihr erstes Buch für Kinder und 2003 ihr erster Prosaband. Im Jahr 2011 publizierte Tanja Jeschke ihren ersten Roman.

## Publikationen (Auswahl)
Prosa
- Ein Kind fliegt davon. Roman, Edition Voss im Horlemann Verlag, Berlin 2011, ISBN 978-3-89502-319-4.
- Fette Beute Wort. Geschichten, Klöpfer & Meyer Verlag, Tübingen 2003, ISBN 978-3-937667-25-6.
- Svendborg 1937. Roman. Picus Verlag, Wien 2022, ISBN 978-3-7117-2128-0.

Literatur für Kinder
- Das Geheimnis des weißen Perserkätzchens (Illustrationen von Miriam Elze), fontis, Basel 2015, ISBN 978-3-0384-8046-4.
- Paulina aus der Kürbisstraße (Illustrationen von Constanze Spengler), fontis, Basel 2014, ISBN 978-3-0384-8016-7.
- Die große Bibel für Kinder (Illustrationen von Marijke ten Cate), Deutsche Bibelgesellschaft, Stuttgart 2012, ISBN 978-3-438-04070-1.
- Das große Familienbuch für die Weihnachtszeit (Illustrationen von Barbara Korthues), Thienemann Verlag, Stuttgart 2009, ISBN 978-3-522-30177-0.
- Alle mal herhören!, rief der König. Gedichte (Illustrationen von Eva Schöffmann-Davidov), Thienemann Verlag, Stuttgart 2008, ISBN 978-3-522-30150-3.
- Mama, Papa und Zanele (Illustrationen von Jutta Garbert), Thienemann Verlag, Stuttgart 2007, ISBN 978-3-522-30115-2.
- Carolin und die Sache mit den geklauten Klunkern (Illustrationen von Frauke Bahr), Thienemann Verlag, Stuttgart 2006, ISBN 978-3-522-30088-9.
- Ein Jahr mit Marie (Illustrationen von Marina Rachner), Thienemann Verlag, Stuttgart 2005, ISBN 978-3-522-30067-4.
- Ich sehe was, was du nicht siehst (Illustrationen von Sabine Waldmann-Brun), Pattloch Verlag, München 2001, ISBN 978-3-629-00907-4.

## Auszeichnungen
- 2000, 2004, 2007 und 2020: Stipendium des Förderkreises deutscher Schriftsteller in Baden-Württemberg
- 2002: Stipendium der Kunststiftung Baden-Württemberg
- 2005: Autoren-Förderungs-Programm der Stiftung Niedersachsen
- 2015: Aufenthaltsstipendium im Brecht-Haus in Svendborg/Dänemark
- 2015: Christlicher Buchpreis 2015 für Die große Bibel für Kinder, Deutsche Bibelgesellschaft, Stuttgart
- 2022: Förderung durch das Kulturamt Stuttgart.